# Glòria (nom)
Glòria és un nom propi femení d'origen llatí en la seva variant en català. Prové del llatí gloria,-ae, que vol dir «glòria, fama».

## Santoral
- 26 de juliol: Santa Gloria.